# Казе Скуола Сферела (Пескара)
Казе Скуола Сферела (итал. Case Scuola Sferrella) је насеље у Италији у округу Пескара, региону Абруцо.
Према процени из 2011. у насељу је живело 30 становника. Насеље се налази на надморској висини од 113 м.